# Derolus pseudaureus
Derolus pseudaureus är en skalbaggsart som beskrevs av Pierre Lepesme och Stefan von Breuning 1958. Derolus pseudaureus ingår i släktet Derolus och familjen långhorningar.
Artens utbredningsområde är:
- Gabon.
- Mali.

Inga underarter finns listade i Catalogue of Life.